# کشاورزی در عمان

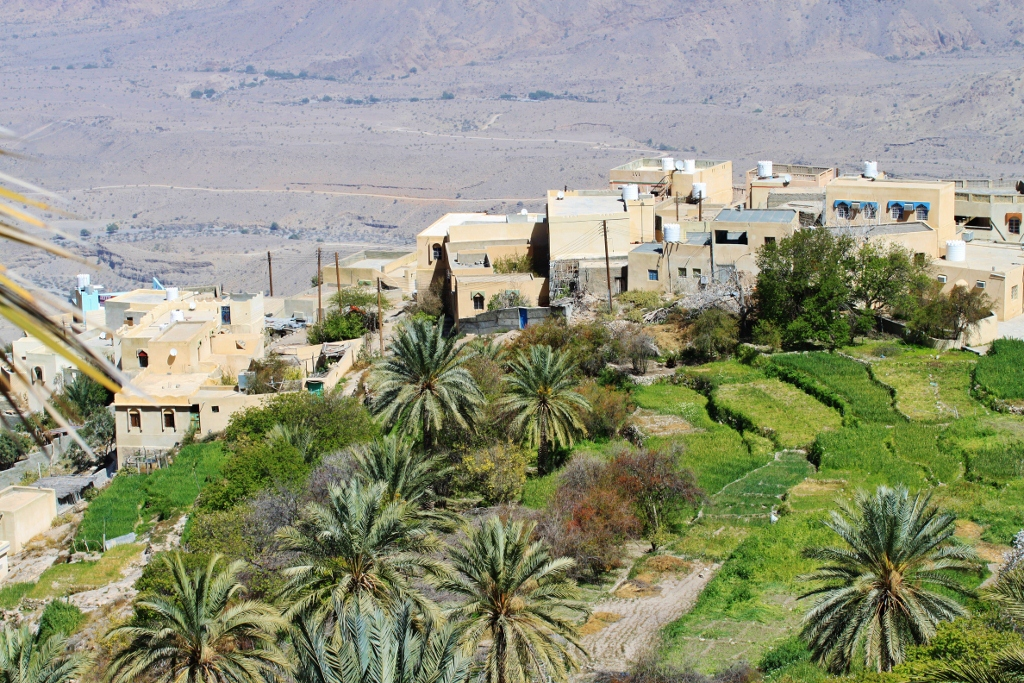
کشاورزی در عمان در دشت‌ها، دره‌ها و برخی از دامنهٔ کوه‌ها گسترش می‌یابد

کشاورزی در عمان برای سده‌ها مهم بوده‌است. سیاست پیشرفت اقتصادی دولت در تلاش برای گونه‌گونی بخشیدن به اقتصاد و کاهش وابستگی آن به صادرات نفت، بر گسترش بخش‌های غیرنفتی مانند کشاورزی، ماهیگیری، صنعت و معدن پافشاری دارد.

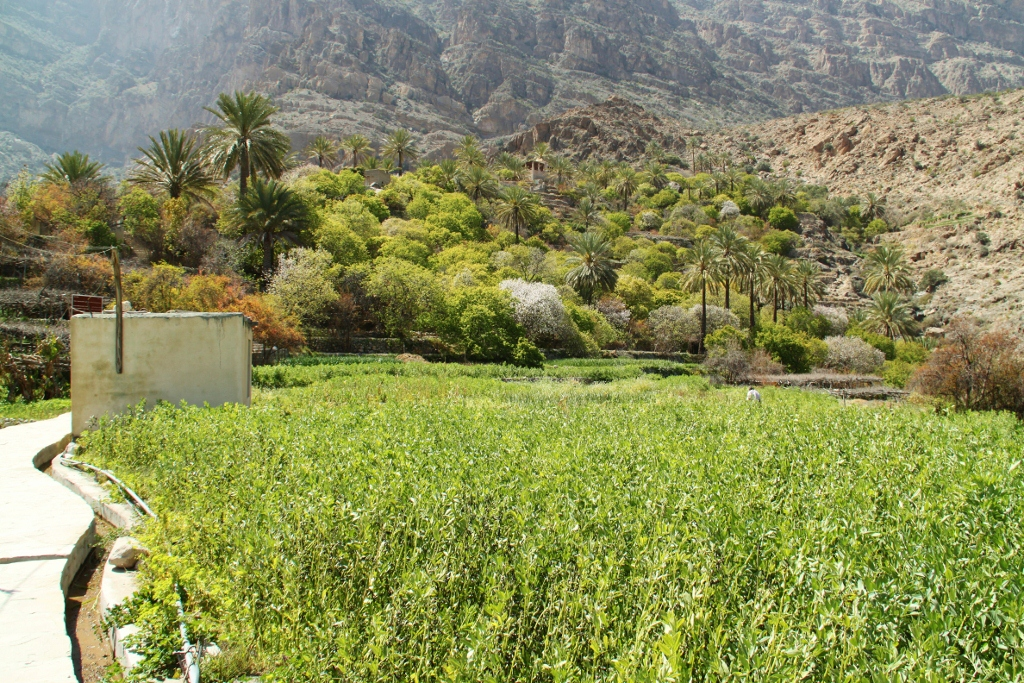
خرما یکی از برجسته‌ترین فرآورده‌های کشاورزی عمان به همراه دیگر فرآورده‌ها از جمله سبزیجات، میوه‌جات و علوفه است.

هدف، پایه‌گذاری یک پایگاه اقتصادی پایدار برای آماده‌سازی زمانی است که اندوخته‌های هیدروکربنی پایان می‌یابد. دولت کارزارهای اقتصادی فراوانی راه‌اندازی کرد که سال‌های ۱۹۸۸ و ۱۹۸۹ را به سال کشاورزی و ۱۹۹۱ و ۱۹۹۲ را به سال صنعت نام‌گذاری کرد.
از راه این کارزارها، دولت سرمایه‌گذاری بخش خصوصی را با پرداخت دست‌ودل‌بازانهٔ پشتیبانی نقدی تشویق کرده‌است تا عمدتاً از طریق بانک‌های توسعهٔ رسمی پرداخت شود.
برای نمونه، بانک کشاورزی و شیلات عمان، که در سال ۱۹۸۱ پایه‌گذاری شد، وام‌هایی با نرخ‌های امتیازی به افرادی که کشاورزی یا ماهیگیری کار اصلی‌شان است، می‌دهد.

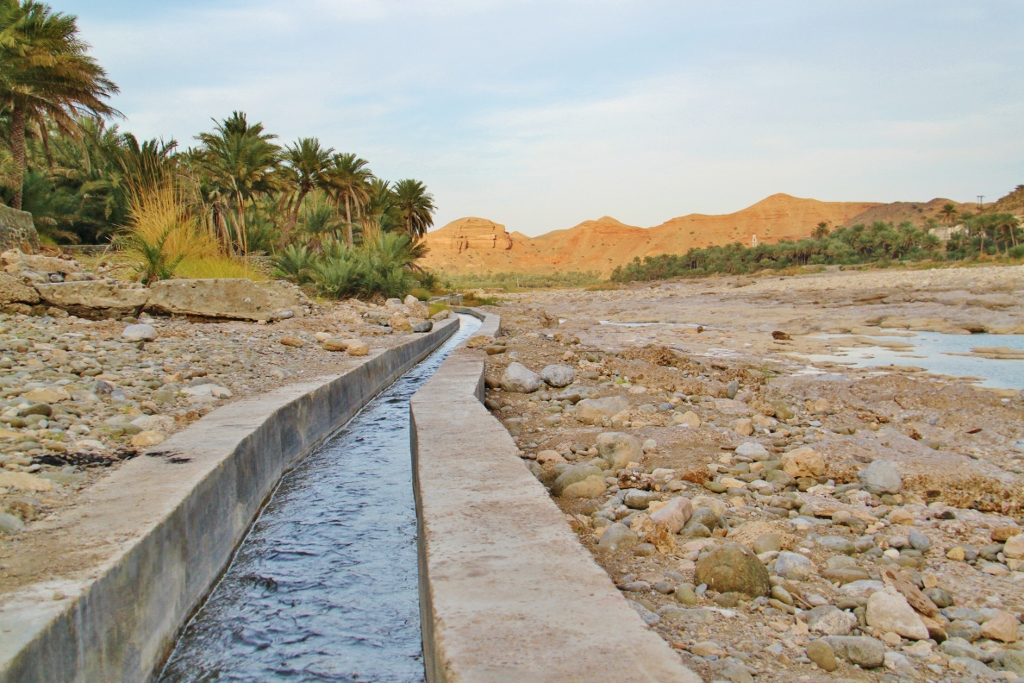
افلاج یکی از کهن‌ترین سامانه‌های آبیاری در عمان و شبه‌جزیره عربستان است.

این بانک به عنوان یک بنیاد توزیعی کار می‌کند و از دولت یارانهٔ بهره دریافت می‌کند. در سال ۱۹۹۰، ۱۳۰۸ وام وجود داشت که روی‌هم‌رفته ۴٫۷ میلیون رونی بود.
برنامه‌های توسعه همچنین سیاست بومی‌سازی دولت را با بخش بزرگی از بودجه در بر می‌گیرد.